# Vallon du Laverq
Le vallon du Laverq est une petite vallée du département des Alpes-de-Haute-Provence, en France, d'orientation sud-nord, parcouru par une rivière : le Riou de la Blanche, affluent de l'Ubaye. Il appartient à la commune de Méolans-Revel.

## Toponymie
Selon la tradition, le mot de Laverq viendrait de « lac vert ». Malgré la morphologie du terrain qui tendrait à rendre cette étymologie rationnelle, cette explication phonique ne tient pas car aucun texte ancien ne mentionne un lac à cet emplacement.
Il y a eu certainement, autrefois, des éboulements de terrain considérables dans ce vallon aux pentes abruptes, comme il y en a eu encore récemment dans cette ancienne vallée glaciaire.
C'est d'ailleurs cette caractéristique qui est à l'origine pré-celtique du nom de ce vallon : la racine lav est un étymon que l'on trouve dans de nombreux termes portant la signification de pente, descente, comme « lave » ou  tout simplement « lavabo ».
Quant à la terminaison erc ou erq ou ercq elle n'est pas sans rappeler le mot « terre » en saxon ou anglo-saxon : earth ou erde.
Les plus anciens textes écrits consultables mentionnent :
- en 739, dans le testament d'Abbon cité par plusieurs chercheurs, la cité de Lavarioscum, in pago segisterico ;
- les appellations suivantes dans divers actes du cartulaire de Boscodon :
  - Lavercium, en 1145,
  - Laveram et Lavercum, en 1176,
  - Lavercum encore en 1199,
  - Laverco en 1306,
  - Laverco à nouveau, en 1373 ;
- selon le compte royal du diocèse d'Embrun, Laverci, et Laverqui en 1351 ;
- Lavero ou Laverco en 1382-1383.

## Géographie

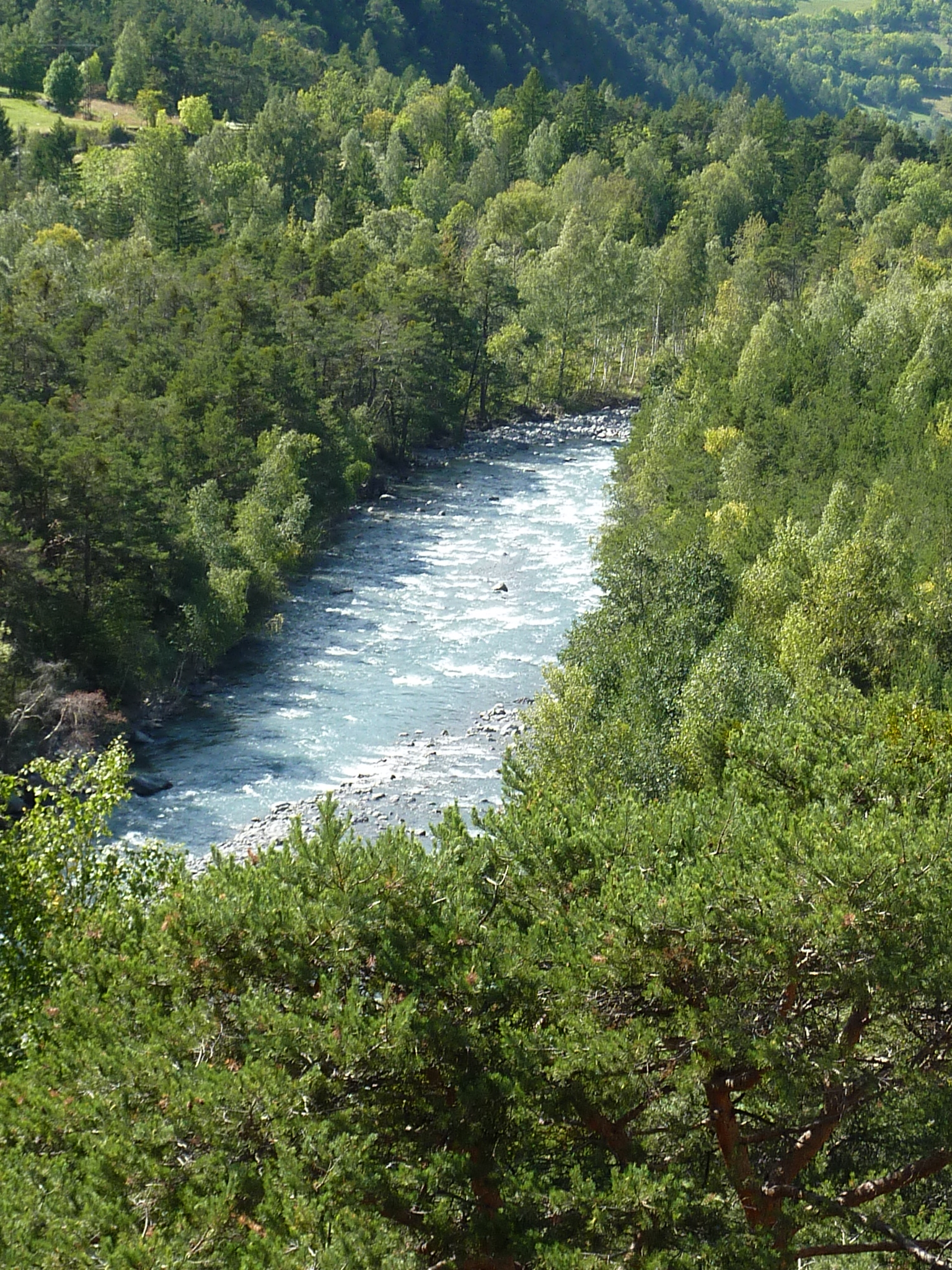
Le Riou de la Blanche dans le vallon du Laverq.

Ce vallon est une ramification de la vallée de l'Ubaye. Il est entouré de montagnes, dont les plus emblématiques sont la Petite et la Grande Séolane à l'est (2 854 et 2 909 mètres), ainsi que la Tête de l'Estrop (2 961 mètres) au sud. Au centre du vallon on retrouve une petite chaîne montagneuse avec l’Aupillon et la Tête de Chabrière principalement. Ces caractéristiques géographiques propres et son isolement en font un monde à part, une véritable entité naturelle, où le climat est d’ailleurs plus humide que dans les vallées voisines. La majeure partie du vallon du Laverq est recouvert par la forêt domaniale de Laverq.

## Peuplement et histoire

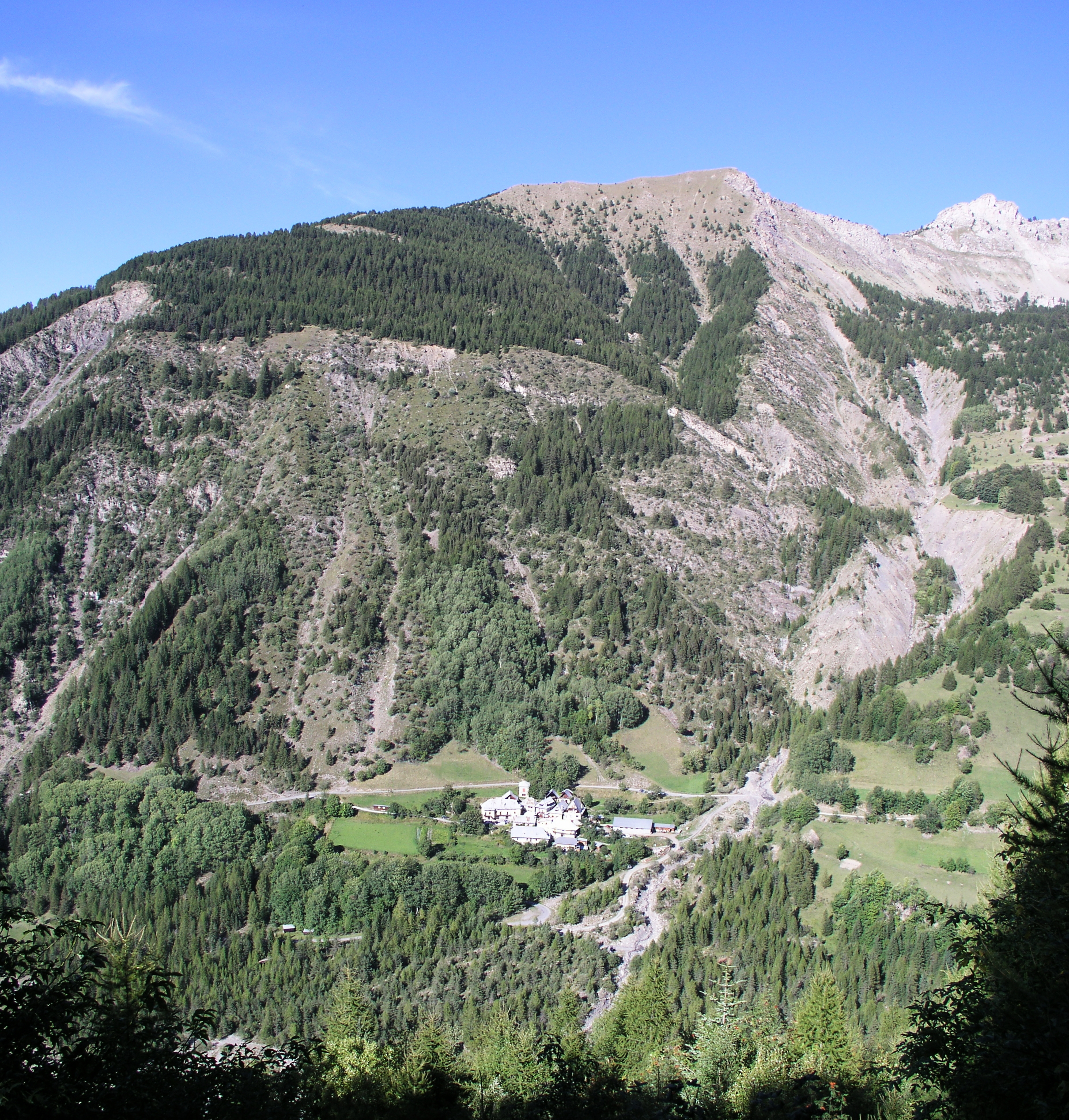
Le hameau des Clarionds.

Le vallon compte plusieurs hameaux, les principaux étant Le Martinet, Saint-Barthélémy et Les Clarionds. On y trouve les ruines d'un monastère du XIIe siècle : l’abbaye de Laverq (qui a donné son nom au vallon), au pied de la Petite Séolane. Cette abbaye faisait partie de l'ordre chalaisien et est désormais reliée à l'abbaye de Clausonne par un itinéraire pédestre et cyclable.